# 名古屋大學

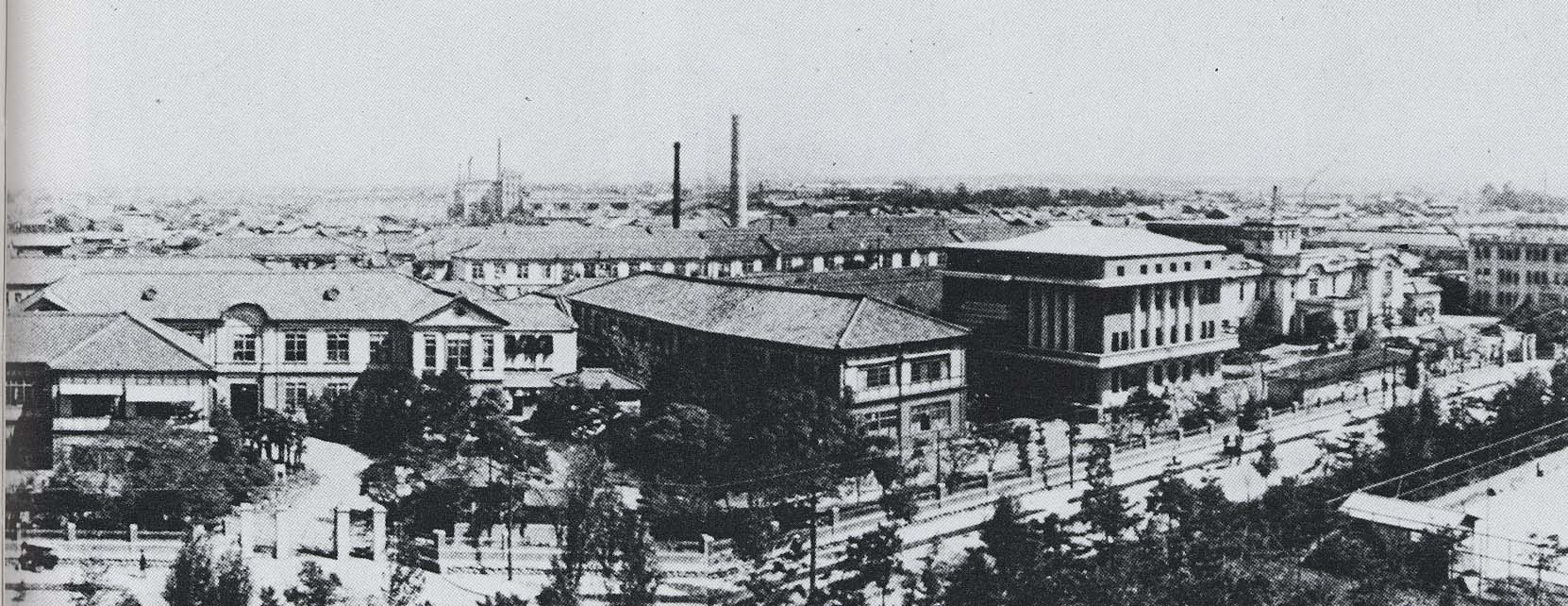
名古屋帝国大学

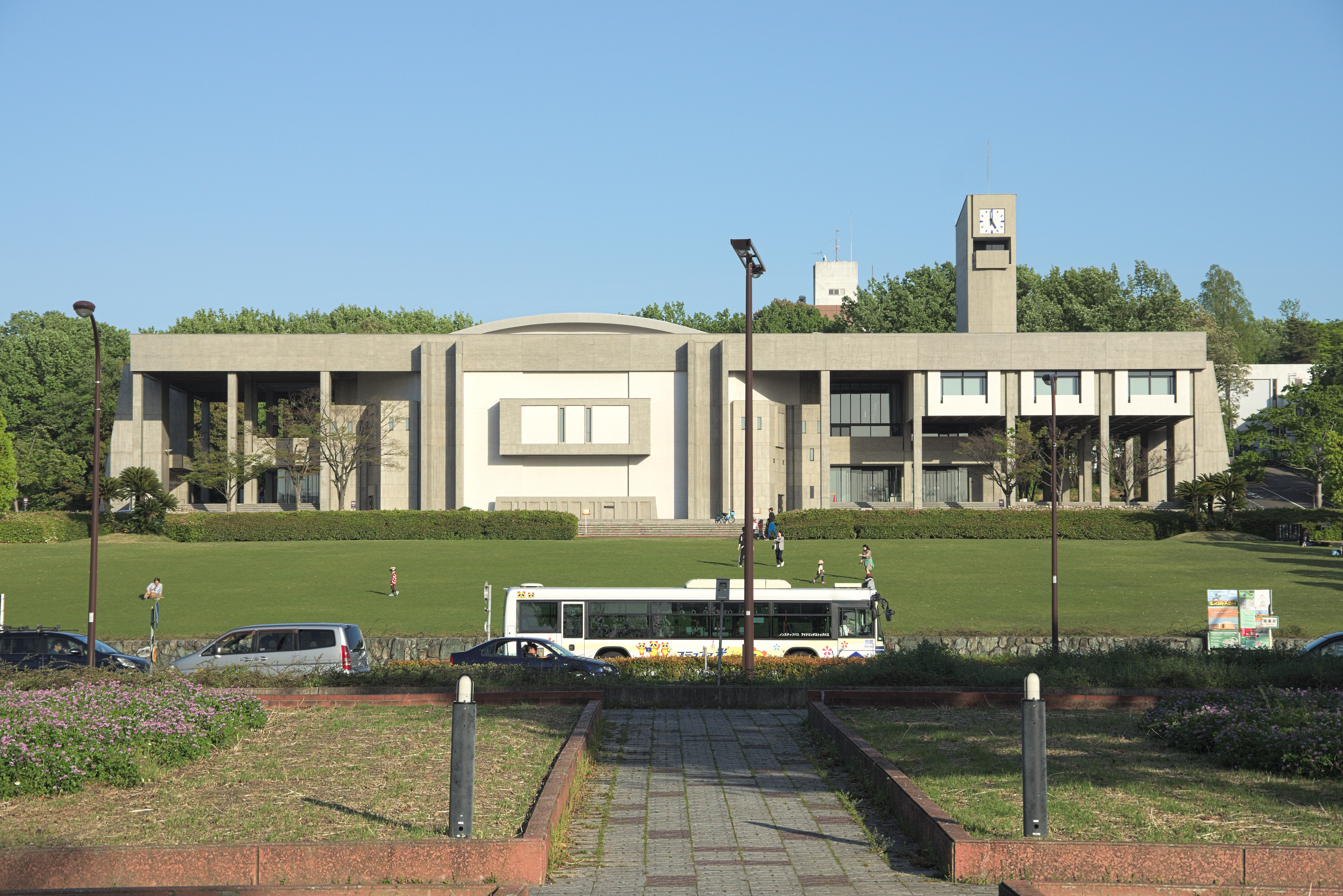
名大地標「豐田講堂」

名古屋大學（日语：／ Nagoya daigaku），簡稱名大，是一所本部位於日本愛知縣名古屋市的國立研究型綜合大學。名古屋大学創基於1871年，前身名古屋帝國大學創立於1939年，2018年成為指定国立大学法人，2020年組成東海国立大学機構。
名古屋大学是物理學「坂田學派」、化學「平田學派」的根據地。截至2025年已產生諾貝爾獎得主7人、菲爾茲獎得主1人、阿貝爾獎得主1人。

## 沿革

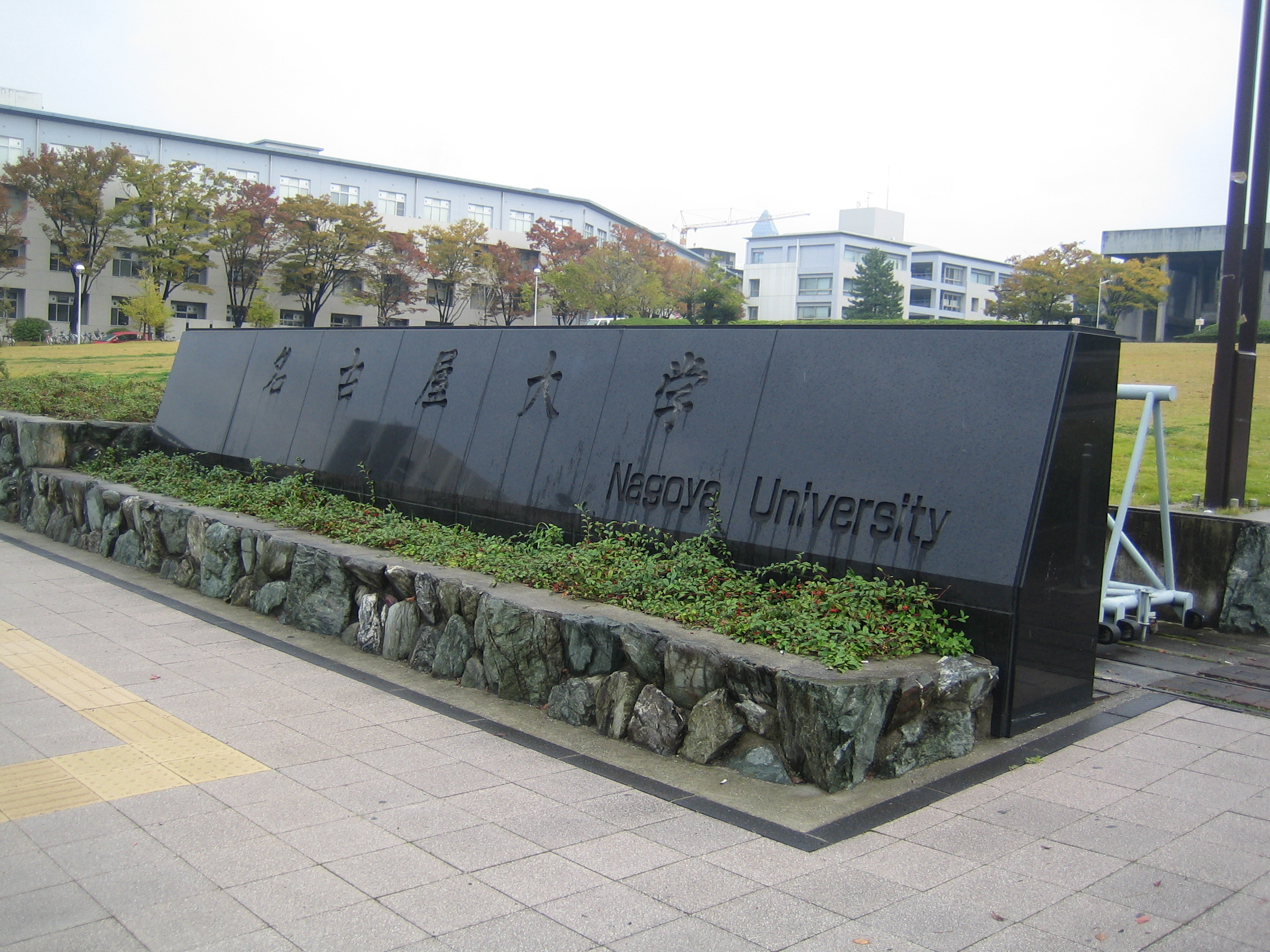
名大校碑

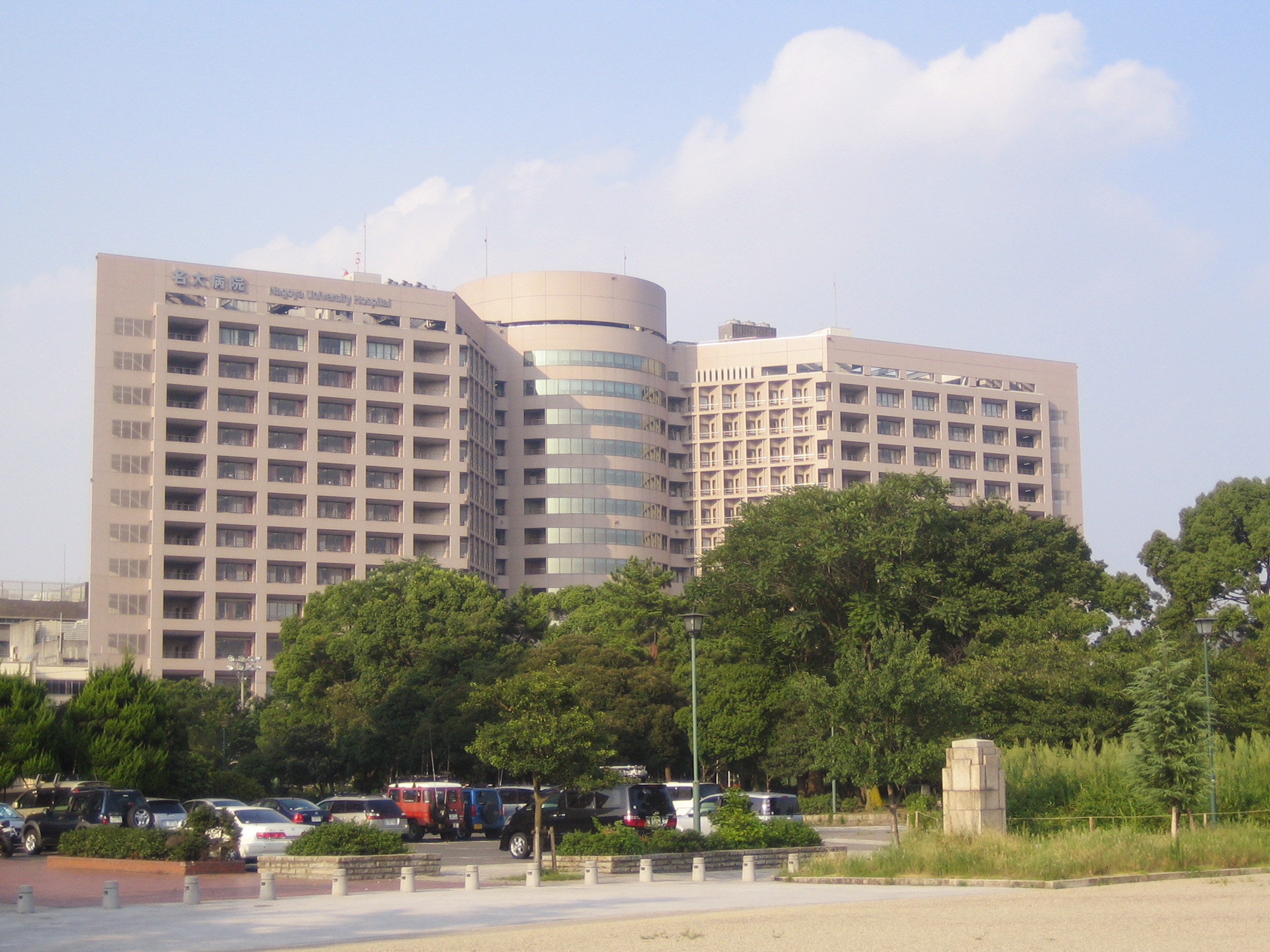
名大醫院

### 醫學校時期
名古屋大學的建立可追溯自於舊名古屋藩評定所、名古屋町奉行所所開設的名古屋縣臨時醫院·臨時醫學校。1871年，名古屋縣臨時醫院·臨時醫學校設立。1878年更名為公立醫學校。
1881年更名為愛知醫學校。1901年更名為愛知縣立醫學校。1903年更名為愛知縣立醫學専門学校。
1920年，根據大學法的規定，更名為愛知醫科大學。1931年，转型成為國立學校並更名為名古屋醫科大學。

### 帝国大學時期
1939年，根據《帝國大學法》，以名古屋醫科大學為基礎的醫學部及新設立的理工學部合併為名古屋帝國大學。這也是大日本帝國最後一所帝國大學。1942年，理工學部分割成理學部與工學部。1944年11月10日，南京國民政府主席汪兆銘病逝於名古屋帝國大學附屬醫院。

### 名古屋大学时期
1947年，更名為名古屋大學。1948年，設立法經學部和文學部。1950年，法經學部分割為法學部與經濟學部。1951年，設立農學部。
1977年，醫學部附屬的看護學校改組为醫療技術短期大學部。
1991年，設立國際開發研究科。1992年，設立資訊研究科。1993年，教養部廢止，設立資訊文化學部，形成九学部體制。1995年，設立多元數理科學研究科。1998年，醫療技術短期大學部廢止，設立醫學部保健學科。1998年，設立國際語言文化研究科。
2001年，設立環境學研究科。2003年，人類情報學研究科與工學研究科情報工學專業廢止，設立情報科學研究科。2004年，根據《國立大學法人法》，設立國立大學法人名古屋大學。
2018年，被文部省指定為指定國立大學法人。2020年，組成國立大學法人東海国立大学機構。

## 設施

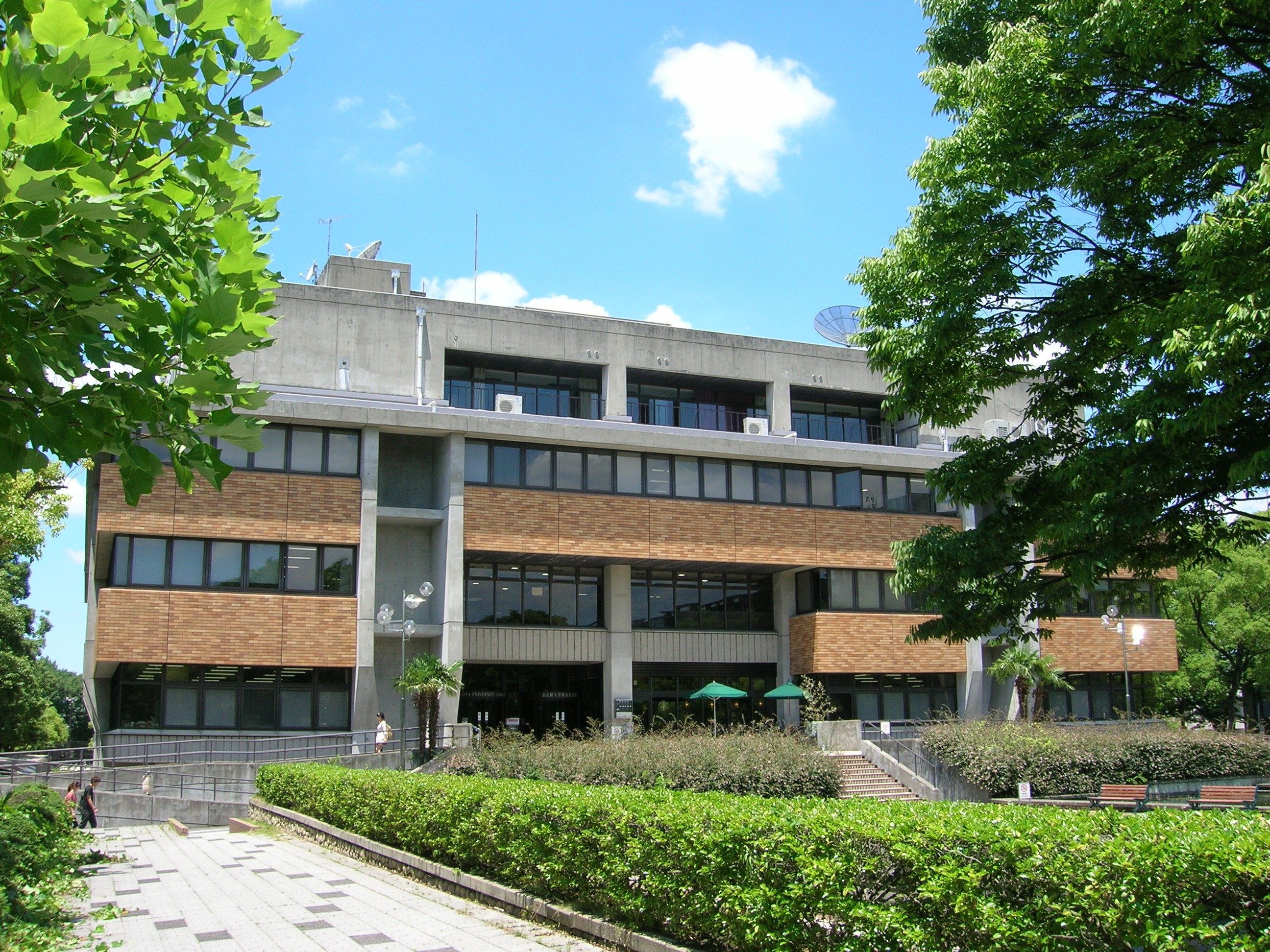
圖書館一隅

### 名古屋市内
名古屋大學的設施大都集中於名古屋市內。
東山校區
设有文系學部、資訊文化學部、理學部、工學部、農學部。東山校區的校地主要是呈長方形狀。校園中間有一條南北向的大道將校園分成東西兩部。校園中心設有名古屋地鐵「名古屋大學車站」以及一塊綠化區，向東通往豐田講堂；向西則是中央圖書館。西區南側主要供文部使用，並毗鄰教會名校南山大學。東山校區的校地面積約為700,000平方公尺。

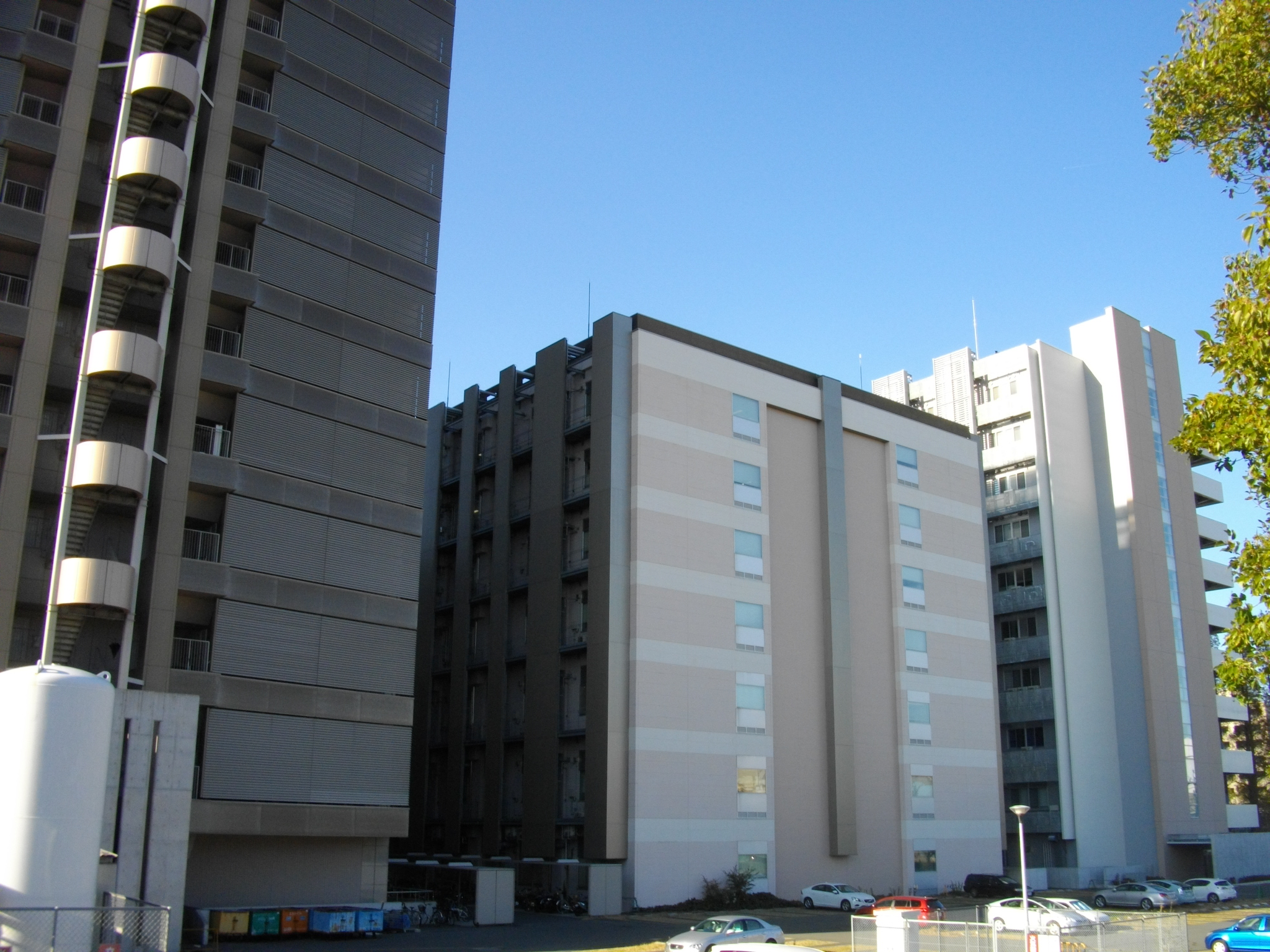
鶴舞校區
设有醫學部醫學科及醫學部附属醫院。鶴舞校區橫跨昭和區鶴舞町和千種區花田町，面積是東山校區的八分之一。主要措施有北部的研究大樓、圖書館的醫學系分館等，南部有附屬醫院的病房大樓和診療大樓等。校園東側是名古屋工業大學，南側鄰接的是鶴舞公園，北側面向著若宮大通。最近車站是鶴舞驛。
大幸校區
设有醫學部保健學科。大幸校區在名古屋市東區，校地面積是鶴舞校區的一半。主要措施有北部的保健專業本館、南館、配樓，中心部位大幸醫療中心，及南部運動場等。校園的東邊是愛知教育大學附屬名古屋小學暨初級中學，西南邊則是名古屋巨蛋。附近有名古屋巨蛋前矢田車站以及砂田橋車站。

### 名古屋市外
- 太陽地球環境研究所（豐川市）
- 臨海実験所（鳥羽市）
- 附属農場（東鄉町）
- 山地畜産実験実習施設（設樂町）
- 演習林（豐田市稲武町）

## 學院簡介

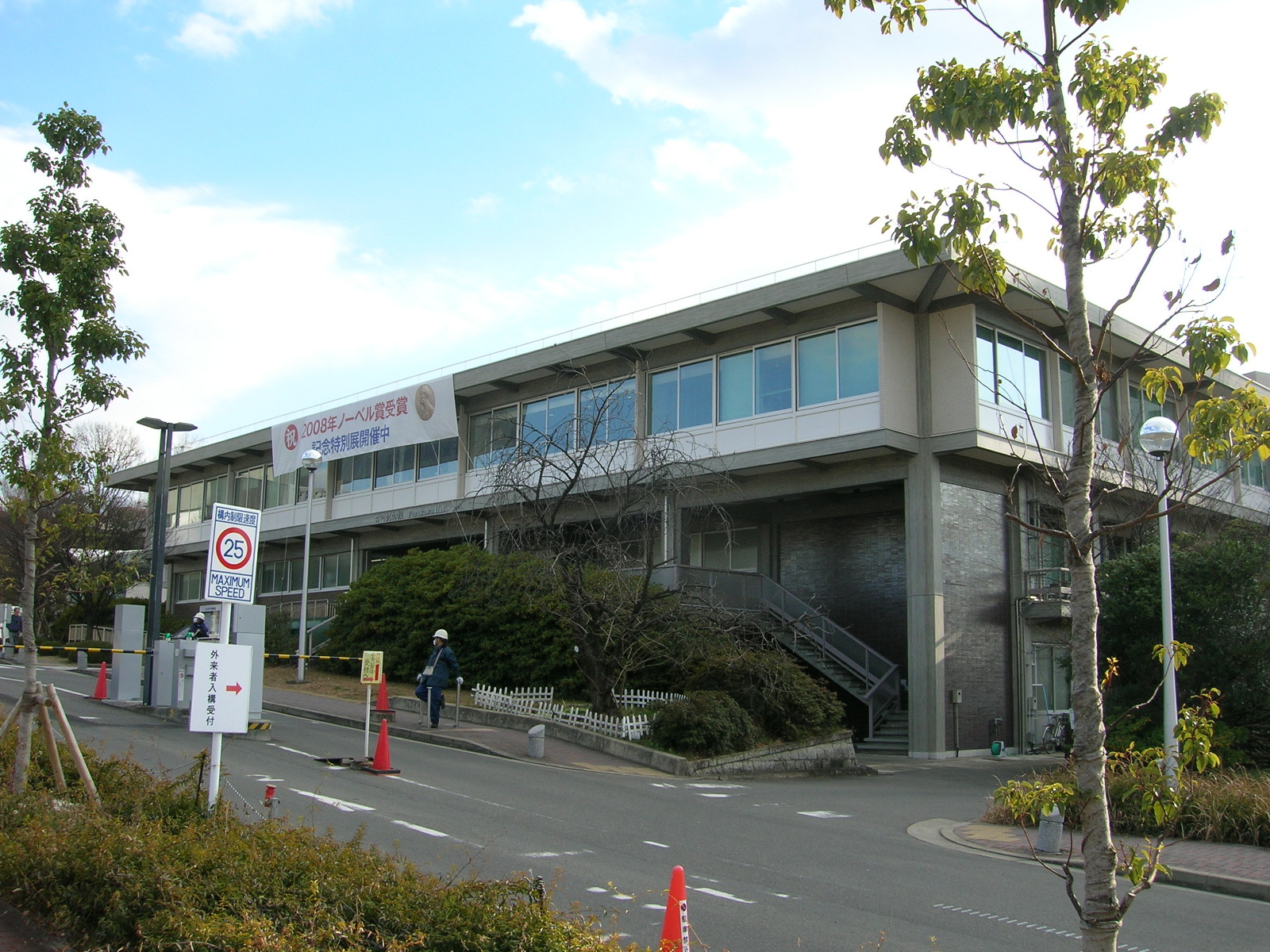
名大博物館，設有「名古屋大學諾貝爾獎研究Corner」

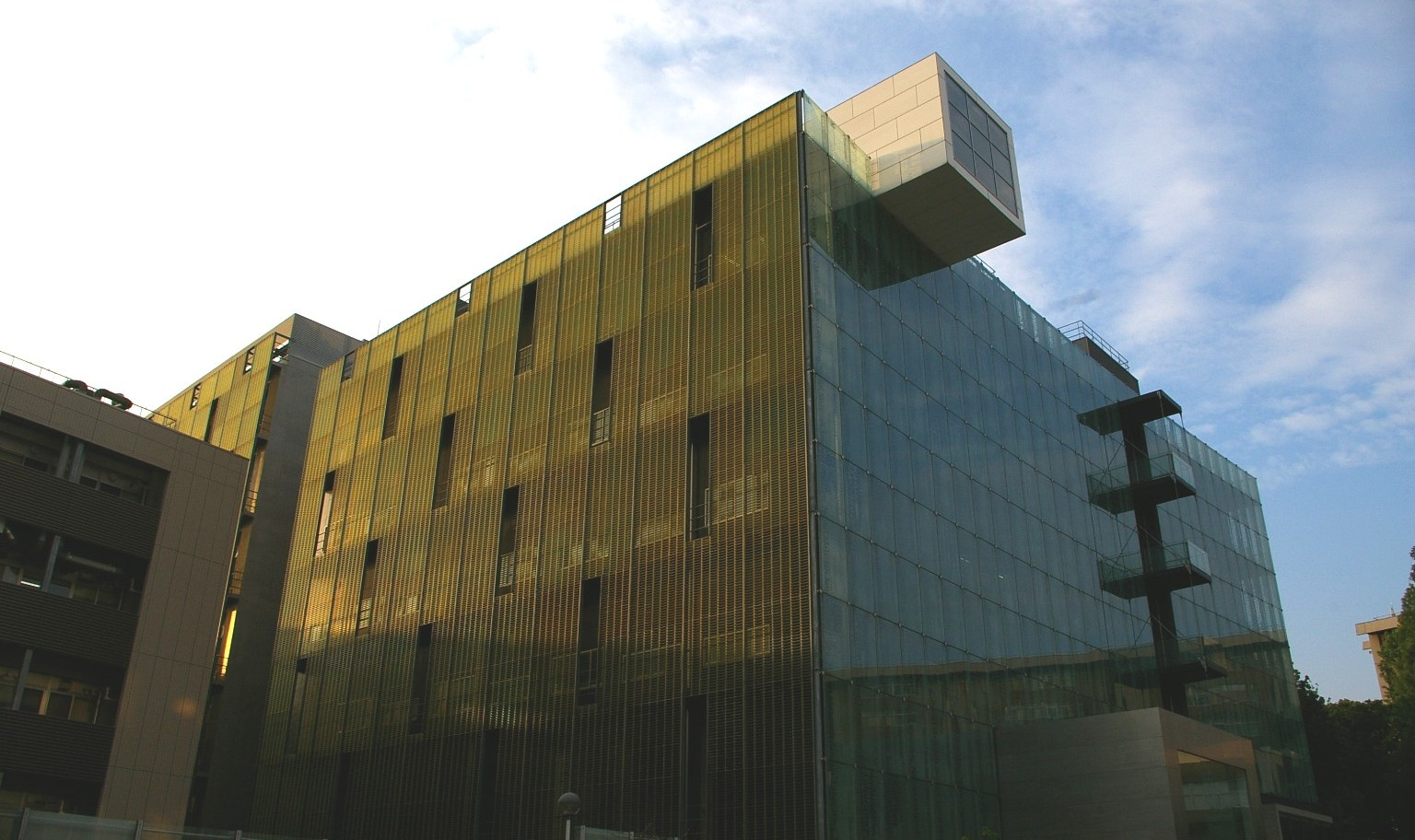
野依紀念物質科学研究館

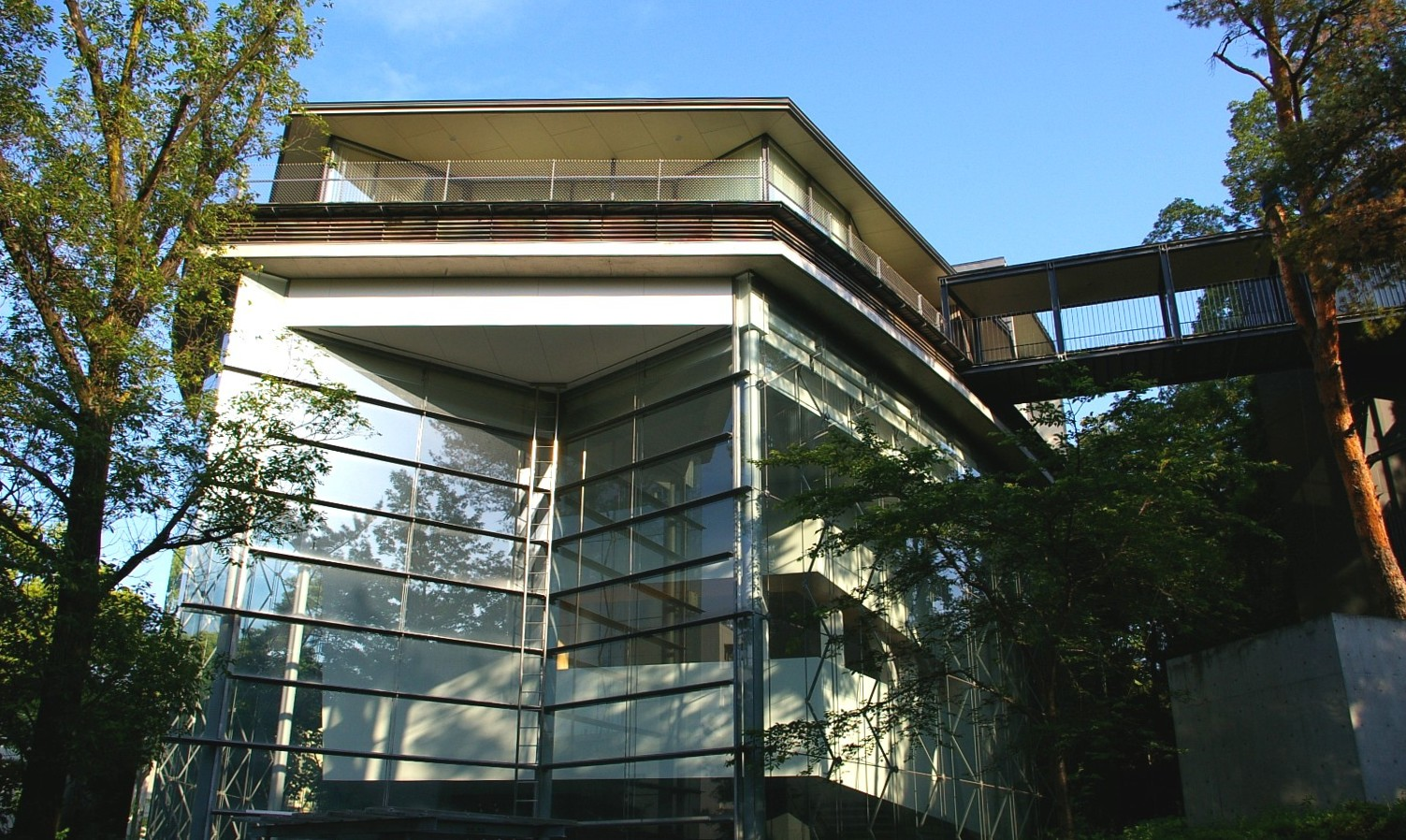
野依紀念学術交流館

### 學士班（學部）
- 文学部
  - 人文学科
- 教育学部
  - 人間発達科学科
  - （附属中・高等学校）
- 法学部
  - 法律・政治学科
- 経済学部
  - 経済学科
  - 経営学科
- 情報文化学部
  - 自然情報学科
  - 社会系統情報学科
- 理学部
  - 数理学科
  - 物理学科
  - 化学科
  - 生命理学科
  - 地球惑星科学科
- 医学部
  - 医学科
  - 保健学科
  - （附属病院）
- 工学部
  - 化学・生物工学科
  - 物理工学科
  - 電気電子・情報工学科
  - 機械・航空工学科
  - 社会環境工学科
- 農学部
  - 資源生物学科
  - 環境生物学科
  - 応用生物科学科

### 碩士班（大學院）
- 文学研究科
- 教育発達科学研究科
- 法学研究科
  - 実務法曹養成専攻（法科大学院）
- 経済学研究科
- 理学研究科
- 医学系研究科
- 工学研究科
- 生命農学研究科
- 国際開発研究科
- 多元数理科学研究科
- 国際言語文化研究科
- 環境学研究科
- 情報科学研究科

## 相關單位
- 環境医学研究所
- 太陽地球環境研究所
- 教養教育院
- 高等研究院
- 綜合保健体育科学中心
- 生態科学研究所
- 全国共同利用設施
- 学内共同教育研究設施

## 学术研究
在世界大學學術排名榜中，名古屋大學位居世界第72、日本第3（2016年），僅次於東京大學、京都大學。其中十年皆位居世界前100名，物理學第17，化學第49名。
坂田模型、PMNS矩陣、岡崎片段、野依不對稱氫化反應、藍光LED等科研成果皆誕生於名古屋大學。
名古屋大学已有諾貝爾獎得主7人，獲獎校友總數（5人）為日本第3。在20世紀名大校友或教授中，有2人（久野寧、勝沼精藏）被提名諾貝爾生理學或醫學獎，1人（大貫義郎）被提名諾貝爾物理學獎，1人（外山修之）被提名諾貝爾化學獎。進入21世紀後，總計在日本人諾貝爾獎得主當中，名大人佔有物理學獎暨全獎項的一半人數（迄2014年）。獲得諾貝爾物理學獎或諾貝爾化學獎的7人當中，包括教授3人（野依良治、赤崎勇、天野浩）、博士5人（下村脩、小林誠、益川敏英、赤崎勇、天野浩）、學士3人（小林誠、益川敏英、天野浩）、特任教授1人（真鍋淑郎）。

## 學生生活
該校在帝國大學之中，擁有眾多當地學生的學校。愛知縣、岐阜縣、三重縣的學生佔了該校的7成多。
該校同時亦參加多種競技比賽，如舊帝國大學7校的七大戰及與大阪大學間的名阪戰。
国际嘤鸣馆（英文名：Ohmeikan）是国际留学生和日本学生共同居住的场所。其中1层是公用的大厅（LOBBY），2层到6层是男生宿舍，7层到9层是女生宿舍。每人一间13平方米左右的卧室，屋内有独立的洗手间，还有独立的阳台。每层分为南区和北区，每区各有一个公共活动室，厨房和洗衣房。

## 文化传统

### 称呼
在當地普遍都直接簡稱為名大 ，在論文、學術刊物等出版物也直接使用名大這個稱呼。在日本東海地區以外的地方，為了與明治大學的簡稱明大 作區別，因而使用作為稱呼。

### 憲章
名大創校時已明定「創校精神」，2000年又將基本理念寫入了《名古屋大學憲章》。憲章強調重視自發性、創造性、先進性、國際性的教育，目標是「培育有勇氣的知識人」。現在，“有勇氣的知識人（勇気ある知識人）”已是國立大學法人名古屋大學的註冊商標（第4967427號）。

### 校風
名古屋大學的校風以「自由、闊達、進取」著稱。首任校長以十七条宪法的「以和為貴」作為座右銘，而這也是全校的基本精神。
2015年，名大被聯合國婦女署選為全球5所「性別平等冠軍大學」之一。

## 知名人物

### 物理學・材料學

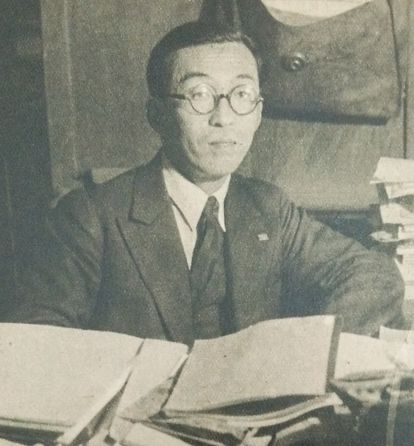
坂田昌一，提出PMNS矩陣、坂田模型（名古屋模型），諾貝爾物理學獎候選人。
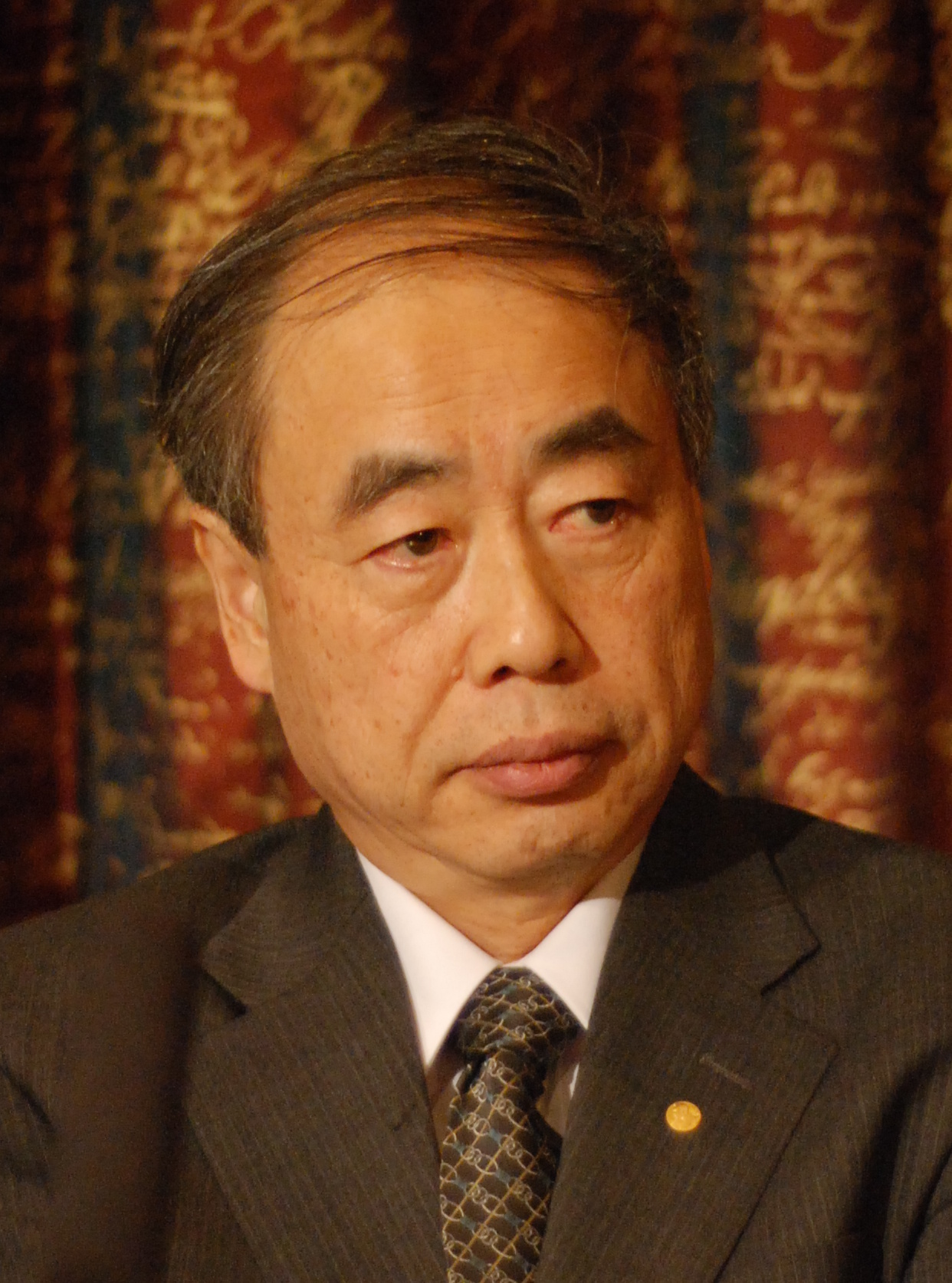
小林诚，提出CKM 矩阵，2008年诺贝尔物理学奖得主。
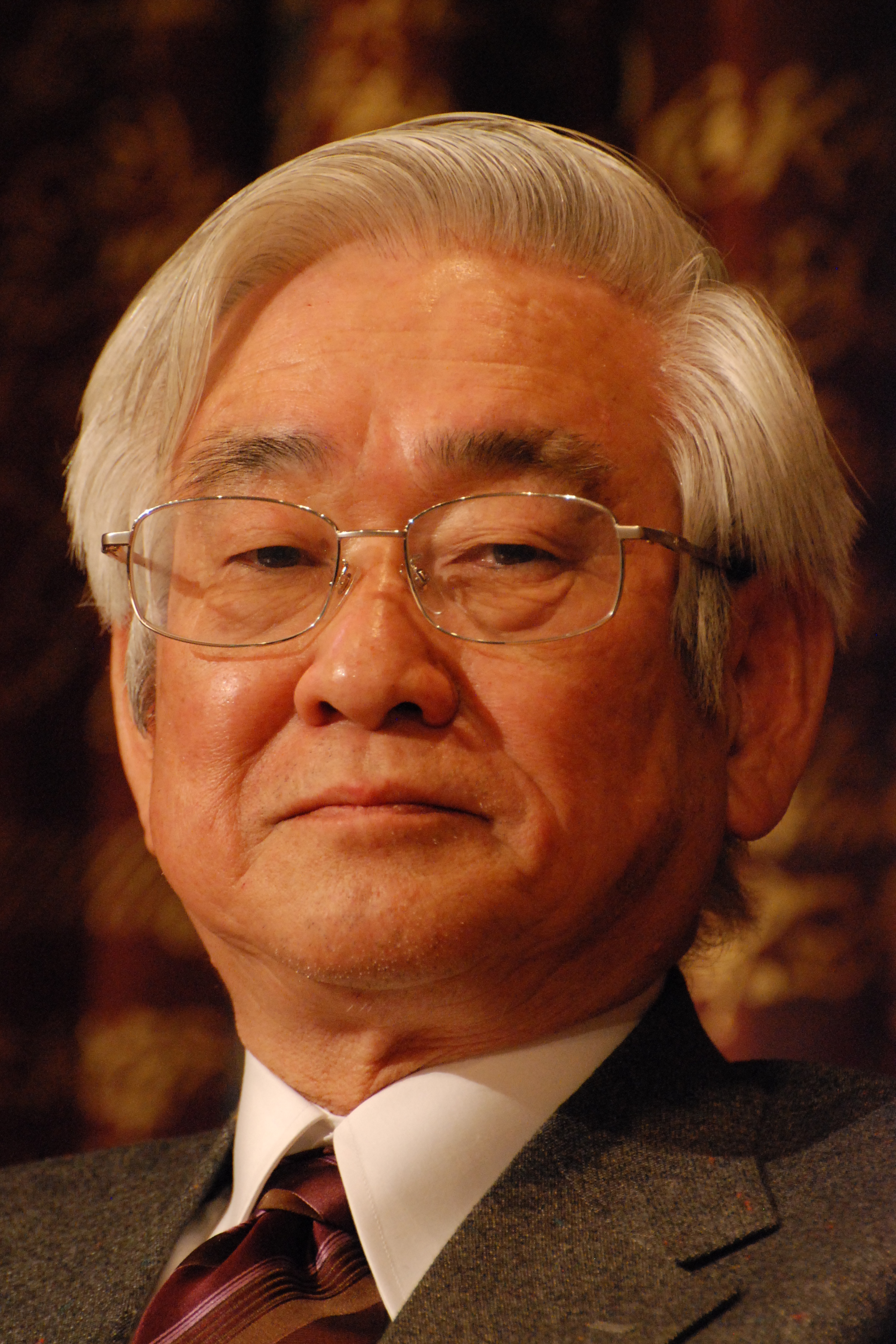
益川敏英，提出CKM 矩阵，2008年诺贝尔物理学奖得主。
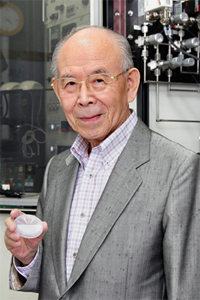
赤崎勇，發明藍光LED，2014年诺贝尔物理学奖得主。
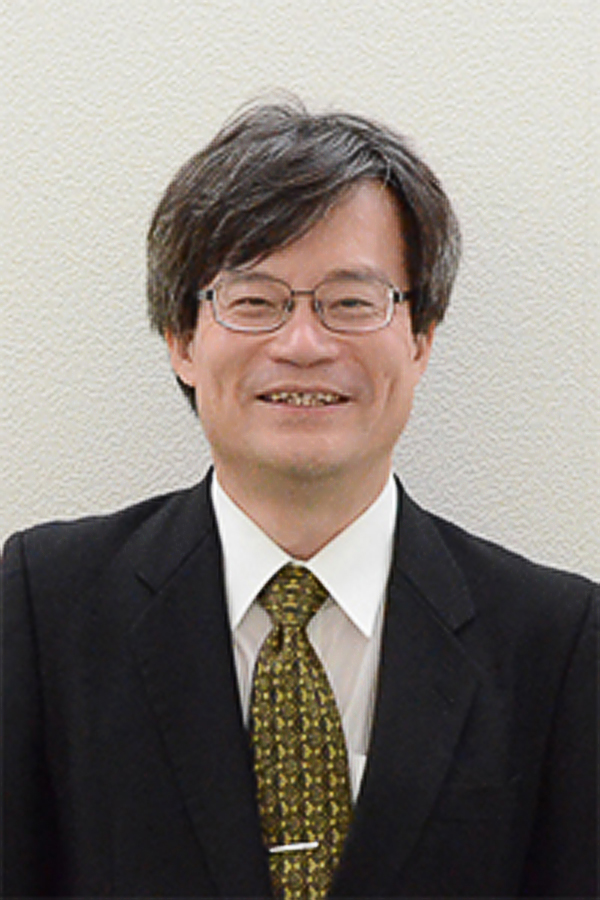
天野浩，發明藍光LED，2014年诺贝尔物理学奖得主。
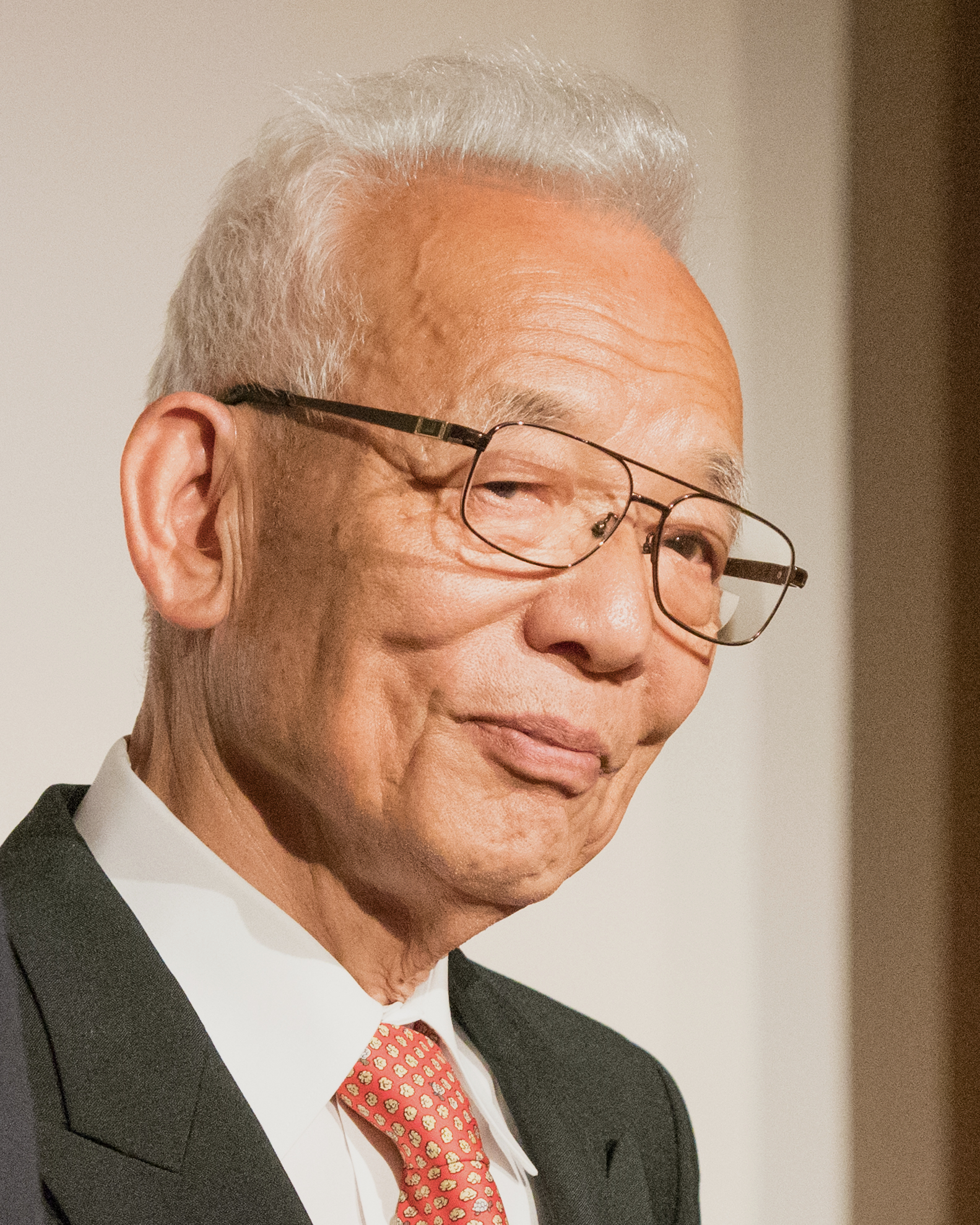
真鍋淑郎，全球暖化物理模型先驅，2021年诺贝尔物理学奖得主。

- 大貫義郎：物理學家，提出YOO對稱性，诺贝尔物理学奖候選人。
- 梅澤博臣（英语：Hiroomi Umezawa）：物理學家，量子場論大師。
- 高橋康（英语：Yasushi Takahashi）：物理學家，提出沃德-高橋恆等式。
- 崎田文二（英语：Bunji Sakita）：物理學家，超對稱的發現者之一。
- 森政弘：機器人科學家。
- 飯島澄男：奈米科學先驅，發現奈米碳管。
- 外村彰（日语：外村彰），電子束全像術先驅。
- 松本敏雄：天文學家，JAXA名譽教授。
- 遠藤守信：物理學暨化學家，信州大學教授，化學氣相沉積專家。
- 柏原正樹：數學家，解析學專家，首位日本阿貝爾獎得主。

### 化學・生物學

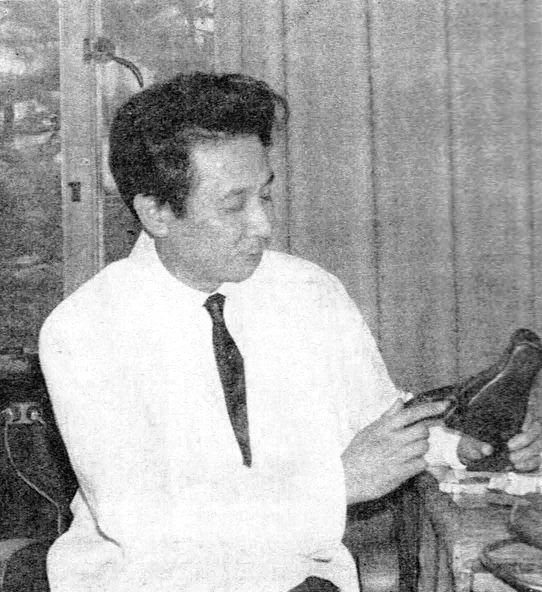
中西香爾，化學家，構造生物有機化學之父，哥倫比亞大學教授。
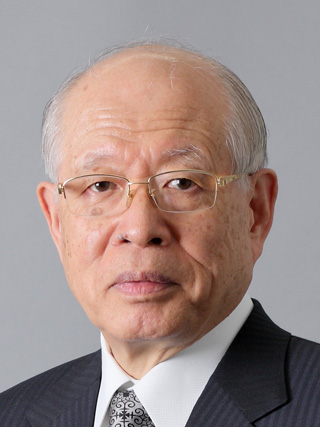
野依良治，化學家，野依BINAP發現者，2001年诺贝尔化学奖得主。
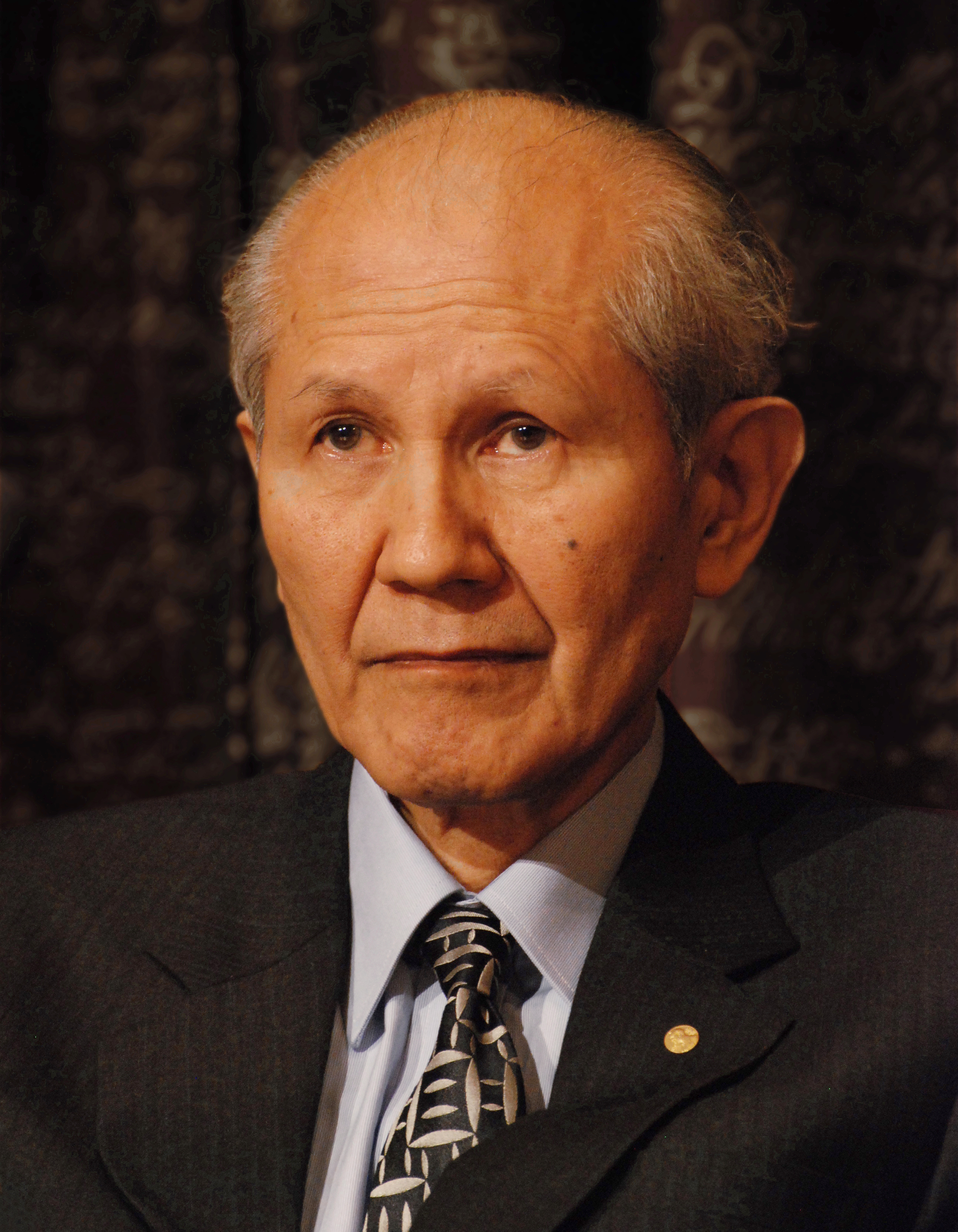
下村脩，GFP發現者，2008年诺贝尔化学奖得主。
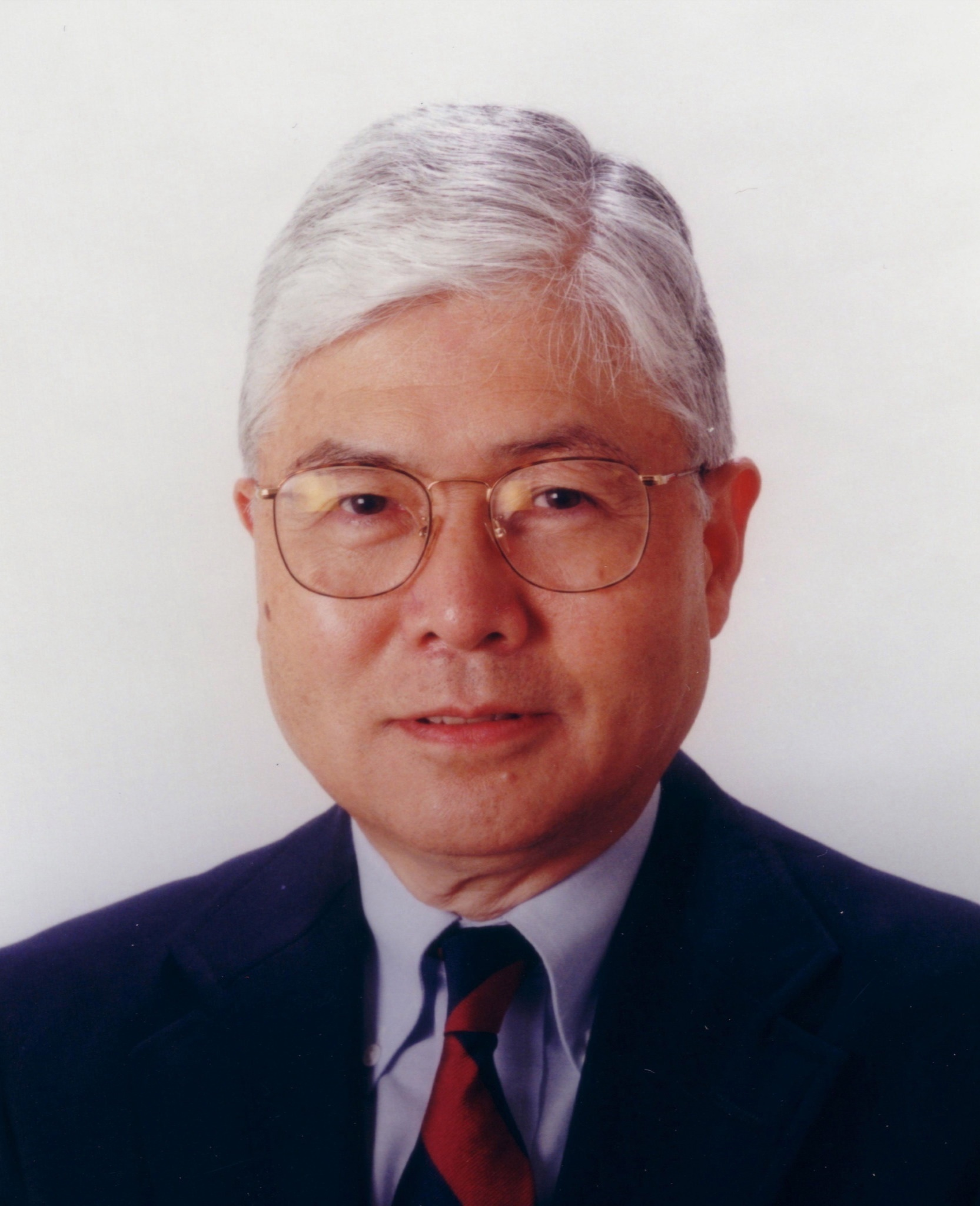
岸義人，化學家，NHK反應發現者，哈佛大學教授。
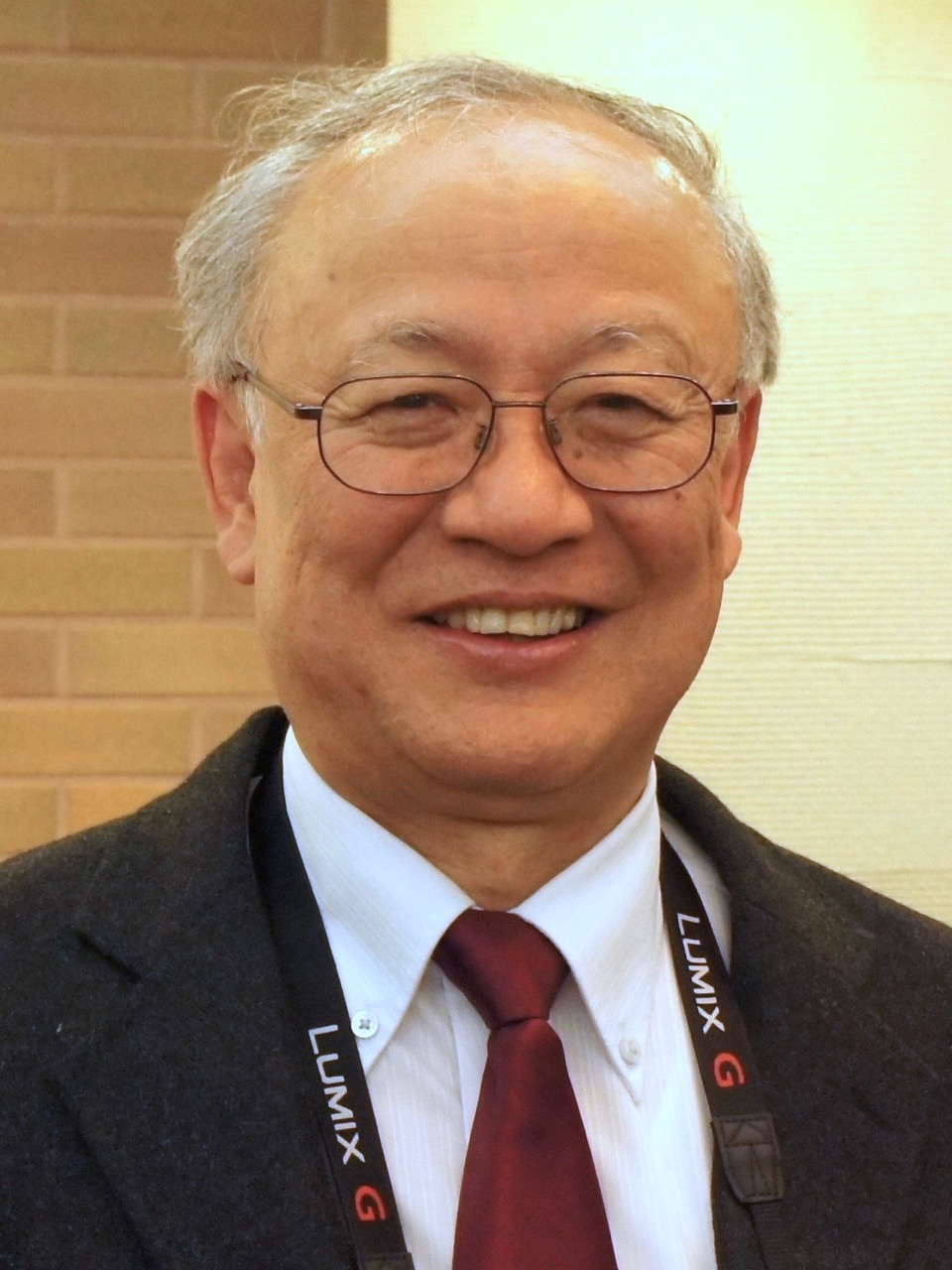
福山透，化學家，福山偶聯反應發現者，東京大學教授。
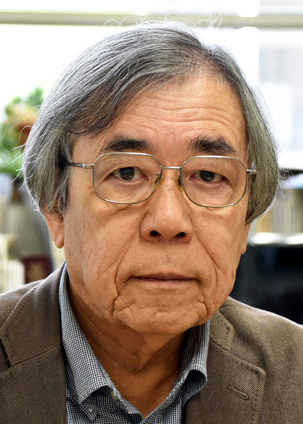
竹市雅俊，生理學家，鈣黏蛋白發現者，2020年蓋爾德納國際獎得主。

- 久野寧：生理學家，已故諾貝爾生理學或醫學獎候選人。
- 平田義正（日语：平田義正）：有機化學家，「平田學派」始祖。
- 岡崎令治：生理學家，岡崎片段發現者。
- 岡崎恒子，生理學家，岡崎片段發現者。
- 山本尚（英语：Hisashi Yamamoto），化學家，酸觸媒大師。

### 數學

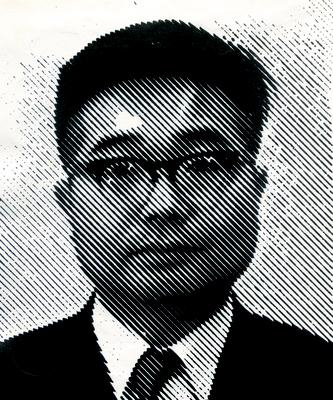
永田雅宜，知名數學家，永田環的提出者，京都大學教授
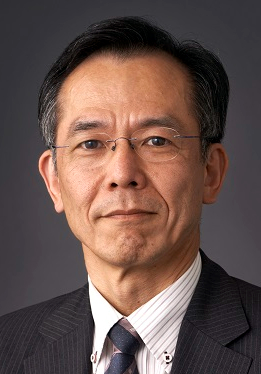
森重文，知名數學家，1990年菲爾茲獎得主
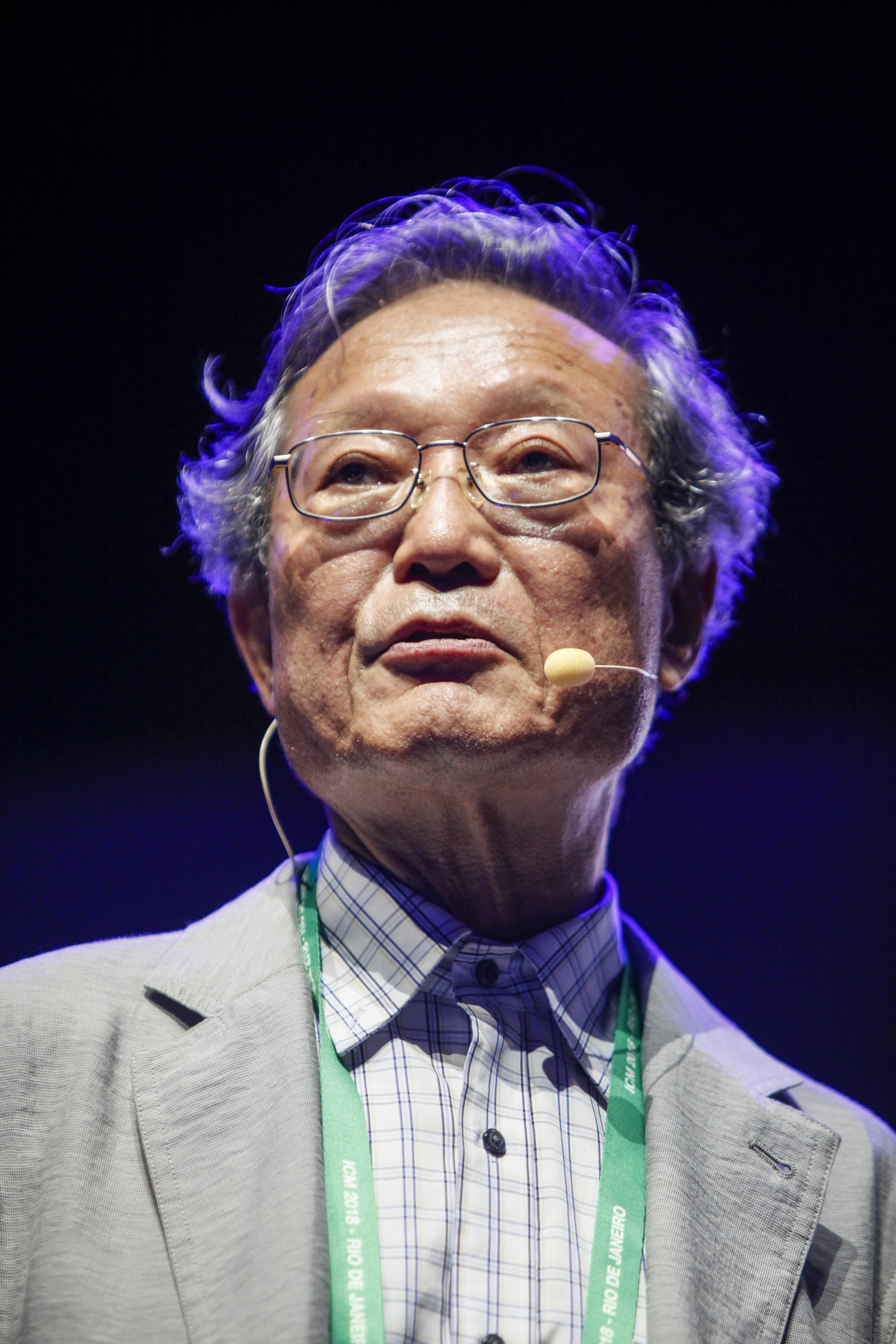
柏原正樹，知名數學家，2025年阿貝爾獎得主

- 東屋五郎：日本數學家，提出東屋代數（英语：Azumaya algebra）。
- 倉西正武（英语：Masatake Kuranishi）：日本數學家，提出Cartan–Kuranishi prolongation theorem（英语：Cartan–Kuranishi prolongation theorem）。
- 久保田富雄（英语：Tomio Kubota）：日本數學家。
- 小野孝（英语：Takashi Ono (mathematician)）：日本數學家。

### 思想・人文學
- 藤野严九郎：文豪鲁迅的老師。
- 溝口雄三：歷史學家、漢學家。
- 小島清：經濟學家，一橋大學教授。
- 小熊英二：社會學者，慶應義塾大學教授。
- 森博嗣：日本推理小说作家。
- 殊能将之：日本推理小说作家。
- 鷹岬諒：漫畫家。
- 梅原裕一郎：聲優。

### 政治・商業

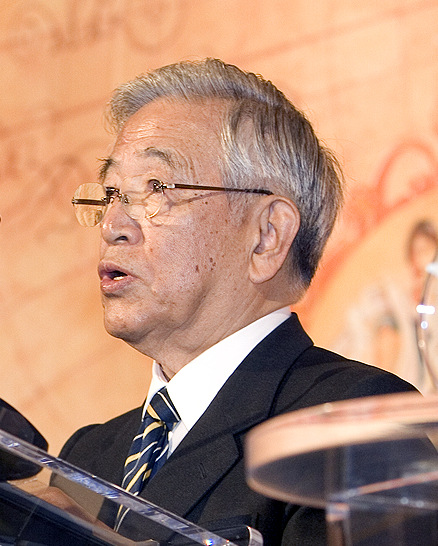
豐田章一郎：丰田汽车会长，社长
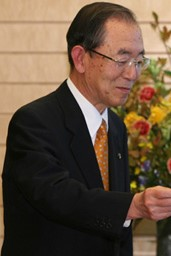
丹羽宇一郎：2010年-2012年日本驻中华人民共和国大使

- 椎名素夫：前日本自民党副总裁、外交大臣、通商产业大臣椎名悦三郎的次子。是日本国内著名的知美派、国际派政治家。
- 唐骏：微软（中国）有限公司原总裁，上海盛大网络发展有限公司原总裁，新华都总裁。
- 內山田竹志：丰田汽车会长，日本經濟團體聯合會副會長。
- 牧野剛：社會運動者。

### 留學生
- 赫冀成：滿洲貴族後裔，東北大學 (中國)校長。
- 王名：中國清華大學教授，福岡亞洲文化獎得主。
- 陳勇：中國環境工程專家，中國工程院院士。
- 洪茂椿：中國無機化學家，中國科學院院士。
- 巫永昌：臺灣醫師、企業家，臨床醫學博士。
- 蔡茂寅：台灣法學家，國立台灣大學法律學院教授。
- 劉宗德：台灣法學家，國立政治大學法律學院教授。
- 林淑馨：台灣法學家，國立臺北大學公共事務學院教授。
- 簡玉聰：台灣法學家，國立高雄大學財經法律系助理教授。
- 林倖如：台灣法學家，國立臺灣海洋大學海洋法律研究所教授。
- 蘇正德：臺灣食品科學專家。

## 註腳
1. ↑  （英文） (PDF). Nagoya University.   [2014-05-01]. （原始内容 (PDF)存档于2015-07-14）.
2. ↑  .   [2016-08-15]. （原始内容存档于2021-02-11）.
3. ↑  .   [2014-11-10]. （原始内容存档于2021-02-11）.
4. ↑  名大史ブックレット6 草創期の名古屋大学と初代総長渋沢元治
5. ↑  .   [2020-09-27]. （原始内容存档于2021-02-24）.

## 外部連結
- 名古屋大學（页面存档备份，存于）
- 名古屋大學出版社 （页面存档备份，存于）
- 名古屋大學學生會 （页面存档备份，存于）
- 名古屋大學2008年諾貝爾獎展示室 （页面存档备份，存于）